# 分枝感应草
分枝感应草（学名：Biophytum fruticosum）为酢浆草科感应草属下的一个种。

## 扩展阅读
維基物種上的相關：分枝感应草